# Сравнение браузерных движков
Здесь приведена таблица сравнения браузерных движков. Для более подробного ознакомления с возможностями того или иного движка следует перейти на соответствующую страницу.

## Общая информация
| Движок     | Разработчик(и)                                 | Лицензия            | Браузер                                  | Язык программирования |
| ---------- | ---------------------------------------------- | ------------------- | ---------------------------------------- | --------------------- |
| Blink      | Google, Opera, Samsung, Intel и прочие         | GNU LGPL, BSD-style | Google Chrome, Opera 15+, Microsoft Edge | C++                   |
| EdgeHTML   | Microsoft                                      | Проприетарная       | Microsoft Edge                           | C++                   |
| Gecko      | Netscape/Mozilla Foundation                    | MPL / LGPL / GPL    | Mozilla Firefox                          | C++                   |
| GtkHTML    | GNOME                                          | GNU LGPL            | Novell Evolution                         | C                     |
| KHTML      | KDE                                            | GNU LGPL            | Konqueror                                | C++                   |
| Presto     | Opera Software                                 | Проприетарная       | Opera                                    | C++                   |
| Prince XML | YesLogic Pty Ltd                               | Проприетарная       | Prince XML                               | Mercury               |
| Robin      | Ritlabs                                        | Проприетарная       | The Bat!                                 | Delphi                |
| Tasman     | Microsoft                                      | Проприетарная       | Microsoft Entourage                      | —                     |
| Trident    | Microsoft                                      | Проприетарная       | Internet Explorer                        | C++                   |
| WebKit     | KDE, Apple, Nokia, Google, RIM, Palm и другие. | GNU LGPL, BSD       | Google Chrome, Safari                    | C++                   |
| XEP        | RenderX                                        | Проприетарная       | XEP                                      | Java                  |

## История выпуска
| Движок     | Первая тестовая сборка | Первая тестовая сборка | Первая стабильная сборка | Первая стабильная сборка | Последняя сборка | Последняя сборка |
| Движок     | Дата                   | Версия                 | Дата                     | Версия                   | Дата             | Версия           |
| ---------- | ---------------------- | ---------------------- | ------------------------ | ------------------------ | ---------------- | ---------------- |
| Gecko      | 7 декабря 1998         | без номера             | 19 марта 1999            | M3                       | 6 июня 2016      | 50.0a1           |
| GtkHTML    | 2000                   | ?                      | 2000                     | ?                        | 14 декабря 2009  | 3.28.2           |
| KHTML      | октябрь 2000           | ?                      | октябрь 2000             | ?                        | 6 июня 2014      | 4.13.2           |
| Presto     | 13 ноября 2002         | 1.0                    | 28 января 2003           | 1.0                      | 16 марта 2015    | 2.12.423         |
| Prince XML | апрель 2003            | 1.0                    | апрель 2003              | 1.0                      | октябрь 2009     | 7.0              |
| XEP        | 1999                   | fo2pdf                 | ?                        | ?                        | март 2010        | 4.18             |
| Robin      | 27 апреля 2000         | 1.32                   | 27 апреля 2000           | 1.32                     | 24 августа 2009  | 4.2.10           |
| Tasman     | 27 марта 2000          | 0                      | 27 марта 2000            | 0                        | 11 мая 2004      | 1.0              |
| Trident    | апрель 1997            | без номера             | октябрь 1997             | без номера               | 19 марта 2009    | 4.0              |
| WebKit     | 7 января 2003          | 48                     | 23 июня 2003             | 85                       | -                | Subversion       |
| EdgeHTML   |                        |                        |                          |                          | 7 июля 2016      | 14.14383         |

## Поддержка операционных систем
| Engine     | Windows | Mac OS X            | Linux | BSD | Unix | Symbian OS | Android |
| ---------- | ------- | ------------------- | ----- | --- | ---- | ---------- | ------- |
| Gecko      | Да      | Да                  | Да    | Да  | Да   | Да         | Да      |
| GtkHTML    | Да      | Да                  | Да    | Да  | Да   | Нет        | Нет     |
| KHTML      | Да      | Да                  | Да    | Да  | Да   | Да         | Да      |
| Presto     | Да      | Да                  | Да    | Да  | Да   | Да         | Да      |
| Prince XML | Да      | Да                  | Да    | Да  | Нет  | Нет        | Нет     |
| XEP        | Да      | Да                  | Да    | Да  | Да   | Нет        | Нет     |
| Robin      | Да      | Нет                 | Нет   | Нет | Нет  | Нет        | Нет     |
| Tasman     | Нет     | остановлена (5.2.3) | Нет   | Нет | Нет  | Нет        | Нет     |
| Trident    | Да      | Нет                 | Нет   | Нет | Нет  | Нет        | Нет     |
| EdgeHTML   | Да      | Нет                 | Нет   | Нет | Нет  | Нет        | Нет     |
| WebKit     | Да      | Да                  | Да    | Да  | Да   | Да         | Да      |